# Vorpal

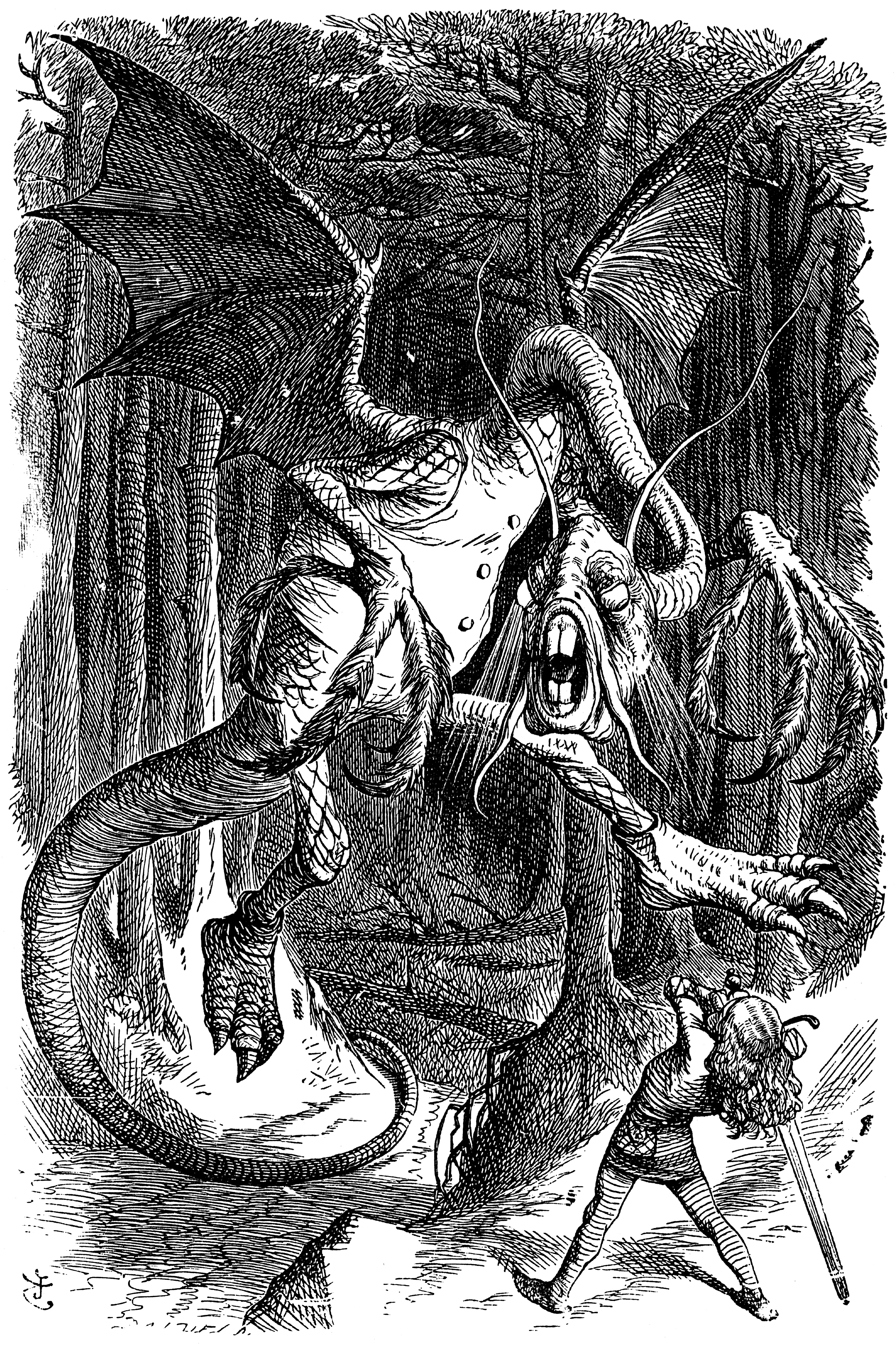
Dessin du Jabberwock tué par une épée vorpale.

Vorpal est un mot créé par l'écrivain Lewis Carroll dans le poème Jabberwocky. Associé deux fois à l’épée (« vorpal sword » et « vorpal blade »), il semble signifier « tranchant », bien que Carroll n'en ait jamais donné de définition précise.

## Termes dérivés
- L’adjectif qualificatif vorpalin a été utilisé en fiction (plus particulièrement « lame vorpaline » ou « lame vorpale »).

## Dans la culture populaire

### Littérature
- Dans Voyageurs de Neal Asher, la vie génère une « énergie vorpaline » qui rend possible le voyage dans le temps.
- Dans un roman de Graham Masterton, Le miroir de Satan, « vorpal » est un ancien acronyme signifiant Victory Over Ruin, Pestilence And Lust (Victoire sur la ruine, la pestilence et la luxure); il doit être inscrit sur une épée pour pouvoir tuer Satan et ses rejetons.
- Dans Le Signe du Chaos, 8e livre du Cycle des Princes d'Ambre de Roger Zelazny, la Vorpaline est l'épée utilisée par Merlin contre L’ange igné envoyé par son demi frère Jurt ; elle lui est prêtée par le chat du Cheshire en personne.

### Cinéma
- Dans Monty Python : Sacré Graal ! (1975), le lapin tueur, le monstre de Caerbannog (en), est aussi appelé Vorpal Rabbit (lapin vorpal).
- Dans le film Alice au pays des merveilles (2010) de Tim Burton, Alice combat le Jabberwocky avec l’épée vorpaline.
- Dans le troisième film d'animation du manga Kuroko no Basket, Kuroko's Basketball The Movie: Last Game (en), Kuroko et son équipe nommée Vorpal Swords gagne un match contre l'équipe Jabberwock.

### Musique
- Dans la chanson Thorfin le pourfendeur du groupe Ludwig von 88, Thorfin est armé de sa « hache vorpale Holly Avenger, +15 contre les dieux et les nabots des enfers ! ».

- Dans la chanson « La vie d’aventurier » de Pen of Chaos et le Naheulband : « Quand j'aurai mon niveau 9, J'achèterai une vorpale, Pour arracher au dragon, Ses parties génitales. C'est un peu ça, la vie d'aventurier, Et on y va, y'a un dragon pour tester ! »
- Dans le titre « J'avance » issu de l'album Phénoménélik du rappeur Ménélik : « J’incante à nouveau et saisis mon épée vorpale ! »

### Jeux vidéo
- Dans Golden Sun ou les Tales of, sont présentes des épées appelées « Vorpal ».
- Dans Tales of Phantasia, la lame Vorpal est un élément nécessaire pour forger l’Épée Éternelle.
- Dans Baldur's Gate 2, chez Cromwell il y a la possibilité de forger l'épée à 2 mains via la lame d'argent et sa garde pour donner une épée à 2 mains dite Vorpale qui donne 25% de chance de tuer instantanément (a priori par décapitation).
- Dans Baldur's Gate 2: Throne of Bhaal, Sarevok dispose d'une capacité cachée qui s active aléatoirement appelée coup vorpal +200hits.
- Dans Heroes of Might and Magic V, les seigneurs des abîmes possèdent une épée vorpale qui leur permet de tuer au moins un adversaire à chaque attaque.
- Dans la série Dynasty Warriors, un des types d’orbes (accessoires permettant d’associer un élément aux attaques) que l’on peut trouver se nomme (en français) Orbe Vorpal, et permet aux coups du personnage d’infliger plus de dégâts voire de tuer en un coup les soldats de bas niveau (on ne sait pas vraiment quel impact cela a sur les officiers).
- Dans Nethack, un des artefacts est la « Vorpal Blade ».
- Dans Castlevania: Symphony of the Night, l'ennemi nommé Archer peut lâcher une Lame Vorpal. Elle n'inflige que peu de dégât mais octroie une vitesse d'attaque fulgurante.
- Dans League of Legends, le héro Cho'Gath possède une attaque nommée «   Piques Vorpales ».
- Dans American McGee's Alice et sa suite Alice : Retour au pays de la folie (2011), Alice peut utiliser un couteau appelé glaive Vorpalin.
- Dans Dungeon Master, la Vorpal Blade est une épée pouvant être utilisée contre les êtres immatériels.
- Dans l’extension The Frozen Throne du jeu vidéo Warcraft III, le lanceur de glaives des Elfes de la nuit dispose d’une amélioration nommée « Glaives Vorpaliens » qui lui permet de frapper des ennemis placés derrière la cible initiale[2].
- Dans Storm of The Imperial Sanctum, « Vorpal Valedict » est le nom de l'un des héros.
- Dans  Unreal Tournament 2004, un mod utilisé sur certains serveurs d'invasion permet de donner des pouvoirs magiques aux armes. L'un d'entre eux, nommé Vorpal, permet à une arme d'avoir une certaine probabilité de tuer n'importe quelle créature en un seul coup.
- Dans Pokémon X/Y (2013), un Pokémon ayant la forme d'une épée est nommé Monorpale (mono + vorpale).
- Dans The Elder Scrolls V : Skyrim, une épée nommée « Test Vorpal Sword » est utilisée à des fins de débogage ; elle peut être récupérée avec un code (id XX0188CD, « XX » correspondant au numéro du DLC Dragonborn dans la liste des mods)[3].
- Dans Assassin's Creed Syndicate, le joueur peut utiliser le Vorpal Kukri , une lame népalaise très puissante évoquant le poème de Caroll, on trouve cette arme dans l'extension Victorian Legends Pack.
- Dans For Honor, Vorpale est une exécution du Kensei consistant à décapiter l'adversaire.
- Dans Dead Cells, il est possible d'utiliser une arme appelée « Vorpoêle » ayant la forme d'une poêle de cuisine.
- Dans Destiny 2, une des capacités disponibles sur certaines armes se nomme « Arme Vorpal » et offre une augmentation de dégâts contre les boss du jeu.

### Bande dessinée et manga
- Dans le comics Fables (volume 7, « Les Royaumes »), le personnage de Boy Blue vole l’épée vorpale pour aller tuer l’empereur.
- Dans le manga Saint Seiya, épisode G, il est fait référence à une gladiatrice nommée Alice faisant usage d'un glaive Vorpalin.
- Dans le manga Kuroko's Basket, « Vorpal Sword » est le nom de l'équipe affrontant l'équipe Jabberwock.
- Dans le manga Shangri-La Frontier, « Vorpal » est l'adjectif désignant un peuple de lapins blancs. Les armes Vorpalines sont de puissants objets d'attaque.
- Dans le manga Naruto Shippuden, Sasori (Naruto) dit utiliser son mode «Vorpal» dans le double épisode 22-23.

### Web séries
- Dans Le Donjon de Naheulbeuk, l'auteur Pen of Chaos y fait aussi référence. Le Barbare, au marché de la ville de Chnafon, demande à l’armurier s’il n’aurait pas « une épée vorpale + 3 deux mains avec poignée cuir et garde amovible »[4]. Dans la chanson intitulée La vie d'Aventurier de cette même série, le personnage compte « acheter une vorpale pour arracher au dragon ses parties génitales ».
- Dans la chanson de Naheulband La Vie d'Aventurier, les paroles évoquent une vorpale acquise au niveau 9.
- Dans l'épisode 16 de Reflets d'Acide, une épée nommée l'« Espadon Vorpal » est récupérée par Wrandrall, dans le temple de Shamrodia, alors qu'il y accompagne le prêtre Sacher Mazoch.

### Jeu de société
- Dans le jeu Munchkin de Steve Jackson Games, il existe une arme appelée « Lame vorpale ». Elle donne un bonus de +10 contre tout ce qui commence par la lettre « J ».

#### Donjons et Dragons
Dans le jeu de rôle Donjons et Dragons, la lame vorpale est une arme magique (en général une épée) puissante qui peut décapiter les créatures frappées.
Si le personnage fait un coup critique — un « 20 naturel » (c'est-à-dire qu'il tire le chiffre 20 en lançant un dé à vingt faces) sur le jet d’attaque (soit une chance sur vingt, ou 5 %, de faire ce jet), suivi d’une confirmation de coup critique réussi —, la tête de la cible (si elle en a une) est automatiquement séparée de son corps. Les chances de réussir cette décapitation varient selon la taille de la créature. À ces rares exceptions près, les créatures dont la tête est tranchée meurent aussitôt.
Certaines créatures n’ont pas de tête ; c’est le cas de nombreuses aberrations et de toutes les vases. D’autres, telles que les golems et les morts-vivants (vampires exceptés), ne sont pas affectées par la perte de leur tête. D'autres encore, comme les hydres, ont de multiples têtes et ne mourront que si elles sont toutes tranchées (et, dans ce cas précis, si on évite le repoussement).
Dans la version 3 de Donjons et Dragons, la propriété « vorpale » devient un pouvoir pouvant s'appliquer à diverses armes tranchantes..
Dans le film Donjons et Dragons, la puissance suprême, Berek utilise une épée vorpale.

#### Welcome to the Dongeon
Dans le jeu de base de Welcome to the Dongeon, l'épée vorpale du guerrier et la hache vorpale du barbare permettent de tuer n'importe quel monstre rencontré dans le Donjon.